# Sertularella pulchra
Sertularella pulchra is een hydroïdpoliep uit de familie Sertulariidae. De poliep komt uit het geslacht Sertularella. Sertularella pulchra werd in 1923 voor het eerst wetenschappelijk beschreven door Stechow. 